# Transportes de Curitiba
O transporte de Curitiba foi projetado junto com os planos de urbanização da cidade, oficialmente na década de 1940 e continuadamente desde o Plano Diretor de 1966. Desde o começo do crescimento populacional na década de 1890, a cidade já pensou no uso do transporte público quando instalou um sistema de bondes puxados por mulas. Desde então, o crescimento organizado de Curitiba foi pensado de modo a privilegiar o transporte público em vez do individual. O atual sistema de transporte, a rede integrada, foi implantado em 1974 e atingiu o apogeu na década de 1990, quando foi reconhecida internacionalmente pela eficiência e qualidade no serviço prestado à população, que era usado por 85% da população. Desde então, o desenvolvimento econômico da cidade e o contínuo crescimento populacional, de certa forma estrangularam esse sistema, o que fez Curitiba ter um rápido crescimento no número de carros.
O sistema viário da capital paranaense é, tradicionalmente, fundamentado por duas vias rápidas integradas com as canaletas de ônibus expresso, os chamados trinários, que formam os corredores de transporte da cidade. Esse sistema, baseado no uso do transporte público, fez com que Curitiba não investisse em viadutos e trincheiras para desafogar o crescente tráfego da cidade, que chegaram a 1.100.000 de carros em toda a Grande Curitiba, uma taxa de 55,4 veículos para cada 100 habitantes, superior até a de São Paulo. A solução utilizada foi o intenso uso de binários que são mais baratos e causam uma menor poluição visual. A Linha Verde, que está sendo construída onde passava a BR-116, é considerada uma das grandes obras para desafogar o trânsito da cidade, de forma que ela descentraliza o trânsito para as vias periféricas.
Curitiba tem uma rede de ciclovias com 120 km, mas ela liga os parques e principais ruas da cidade, sendo usada principalmente para lazer e não sendo útil para que trabalhadores e estudantes as usem para se locomover pela cidade e sujeitando-os a riscos por trafegarem junto com veículos e ônibus expressos.

## Aeroviário

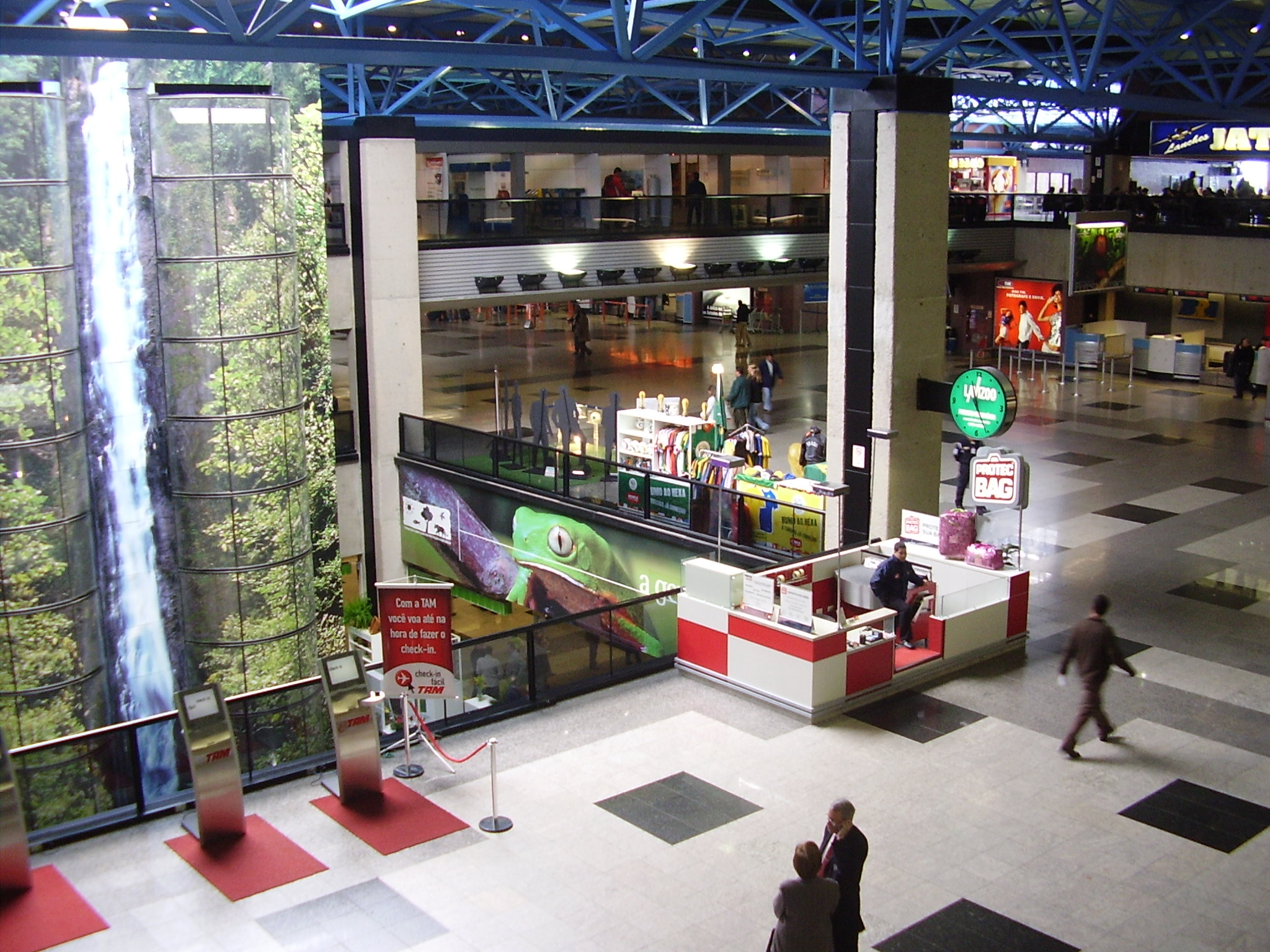
Vista interna do terminal de passageiros do Aeroporto Internacional Afonso Pena.

O Aeroporto Internacional Afonso Pena, (IATA: CWB, ICAO: SBCT) é o terminal aeroviário pelo qual Curitiba é mantida em contato com demais centros. Localiza-se a 17 km da capital do Paraná, no município vizinho de São José dos Pinhais. Este é o principal terminal aeroviário internacional da região Sul do Brasil. O acesso é efetuado através da Avenida Comendador Franco (Avenida das Torres) e pode ser feito de carro, táxis ou, ainda, pelas linhas de ônibus Aeroporto/Boqueirão e Aeroporto/Terminal Central de São José.
Entretanto, Curitiba possui outro aeroporto, o Aeroporto do Bacacheri (IATA: BFH - ICAO: SBBI), localizado no bairro homônimo. Localiza-se juntamente com o centro de comandos do tráfego aéreo brasileiro e o Cindacta II, este o responsável pelo tráfego aéreo da região Centro-Sul do país. O Aeroporto do Bacacheri recebe aviões de menor porte, em comparação com o Aeroporto Internacional Afonso Pena.

## Ferroviário

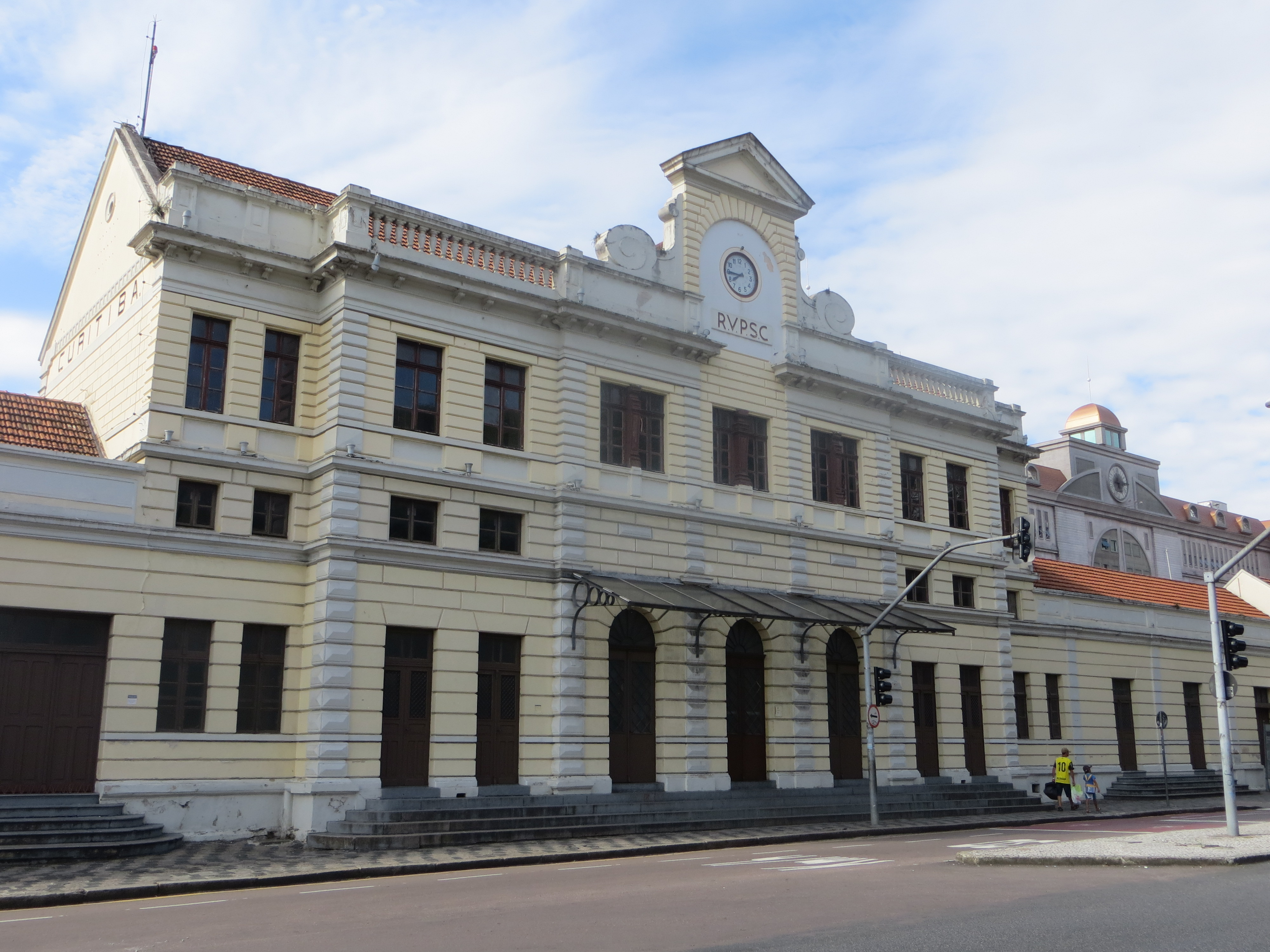
Estação Ferroviária de Curitiba que serviu como terminal de passageiros de 1885 até 1972.

A empresa estatal de transporte ferroviário que servia Curitiba era a Rede Ferroviária Federal, por meio da 11ª Divisão (Paraná e Santa Catarina), até 1997, quando passou aos cuidados da concessionária Ferrovia Sul Atlântico e, desde 1999 faz parte da América Latina Logística S.A. É pertencente a esta última a Estrada de Ferro Curitiba-Paranaguá, que o governo imperial abriu na Serra do Mar, e uma das obras ferroviárias de maior importância do Brasil. O trajeto é feito entre Curitiba e Paranaguá, com parada em Morretes. A capital do Paraná recebe ligação por ferrovia não somente no litoral, como no norte e no centro do estado (região de Ponta Grossa).

## Rodoviário
Fundamentalmente, o trânsito de Curitiba está estruturado de forma integrada com o transporte de massas via ônibus, por meio dos chamados trinários, sistemas de canaletas exclusivas de ônibus expressos, ladeados por pistas simples para veículos particulares, em sentido contrário e, imediatamente paralelas a estas, vias rápidas com velocidade permitida superior.

A política municipal relacionada a veículos é concebida de forma a diminuir o número de veículos no anel central da cidade, o que é feito mediante a própria intervenção no fluxo viário (diminuição do número de ruas com sentido direcionado para o centro da cidade) e mediante a manutenção de importantes espaços para pedestres, como a Rua XV de Novembro, antes uma das avenidas mais movimentadas da cidade.

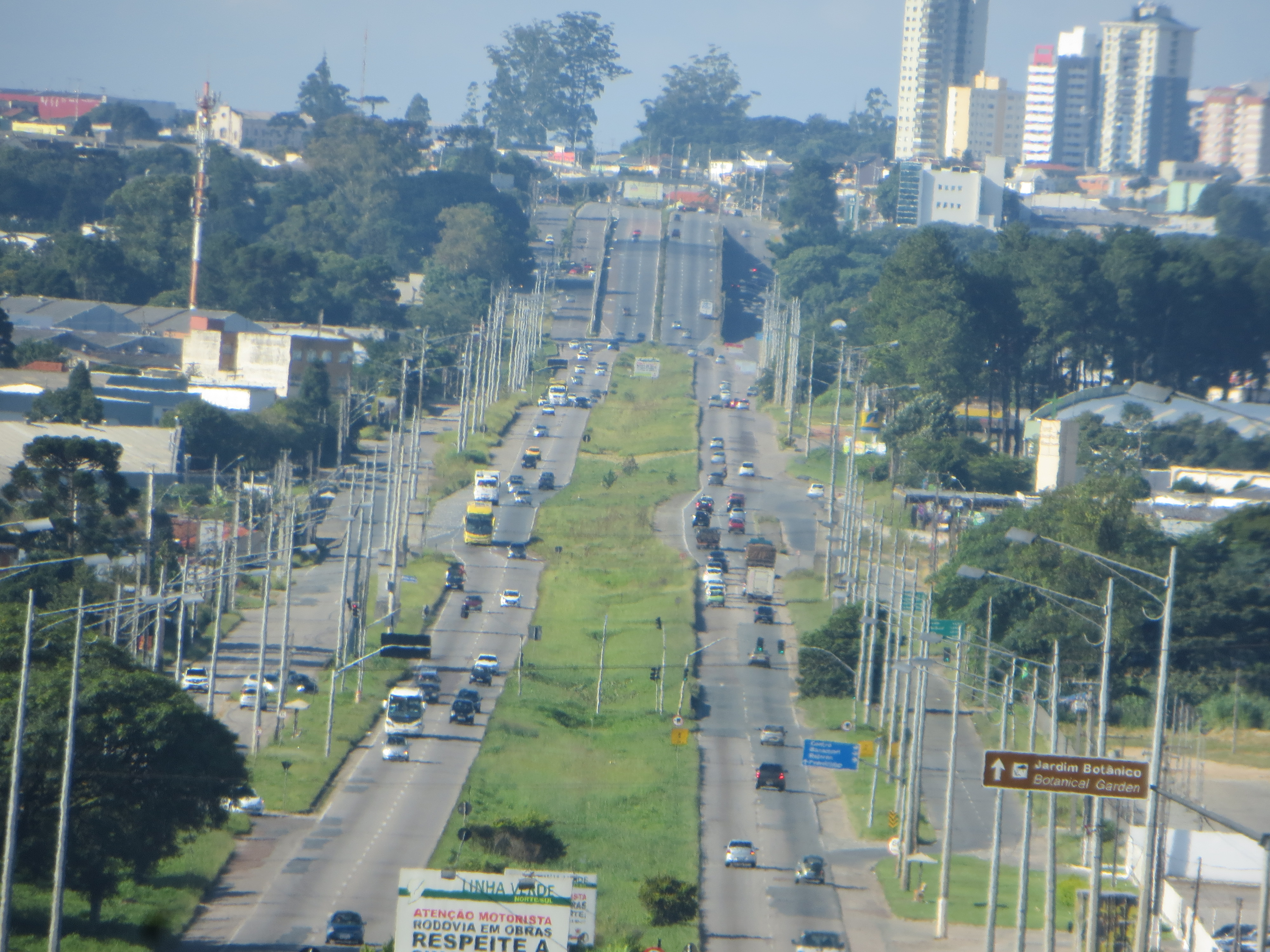
Um trecho da BR-116 na região entre os bairros Cristo Rei, Capão da Imbuia, Cajuru, Jardim Botânico e Jardim das Américas.

A cidade tem bons índices de cobertura asfáltica, embora ainda haja elevado grau de ruas de chão-batido e sem qualquer identificação nominal (placas de rua) em bairros afastados, como Ganchinho, Tatuquara e Caximba. Alguns críticos apontam que, desde a década de 1970, Curitiba teria se imobilizado na sua imagem de cidade voltada para os ônibus e suas canaletas, deixando de realizar obras de engenharia de grande porte (viadutos, trincheiras etc.) aptas a desafogar o crescente número de veículos que trafegam em suas ruas. Em contrapartida, utiliza-se muito o sistema de binários (duas ruas paralelas mas de sentidos únicos e contrários), que é muito mais barato e não degrada a paisagem urbana.

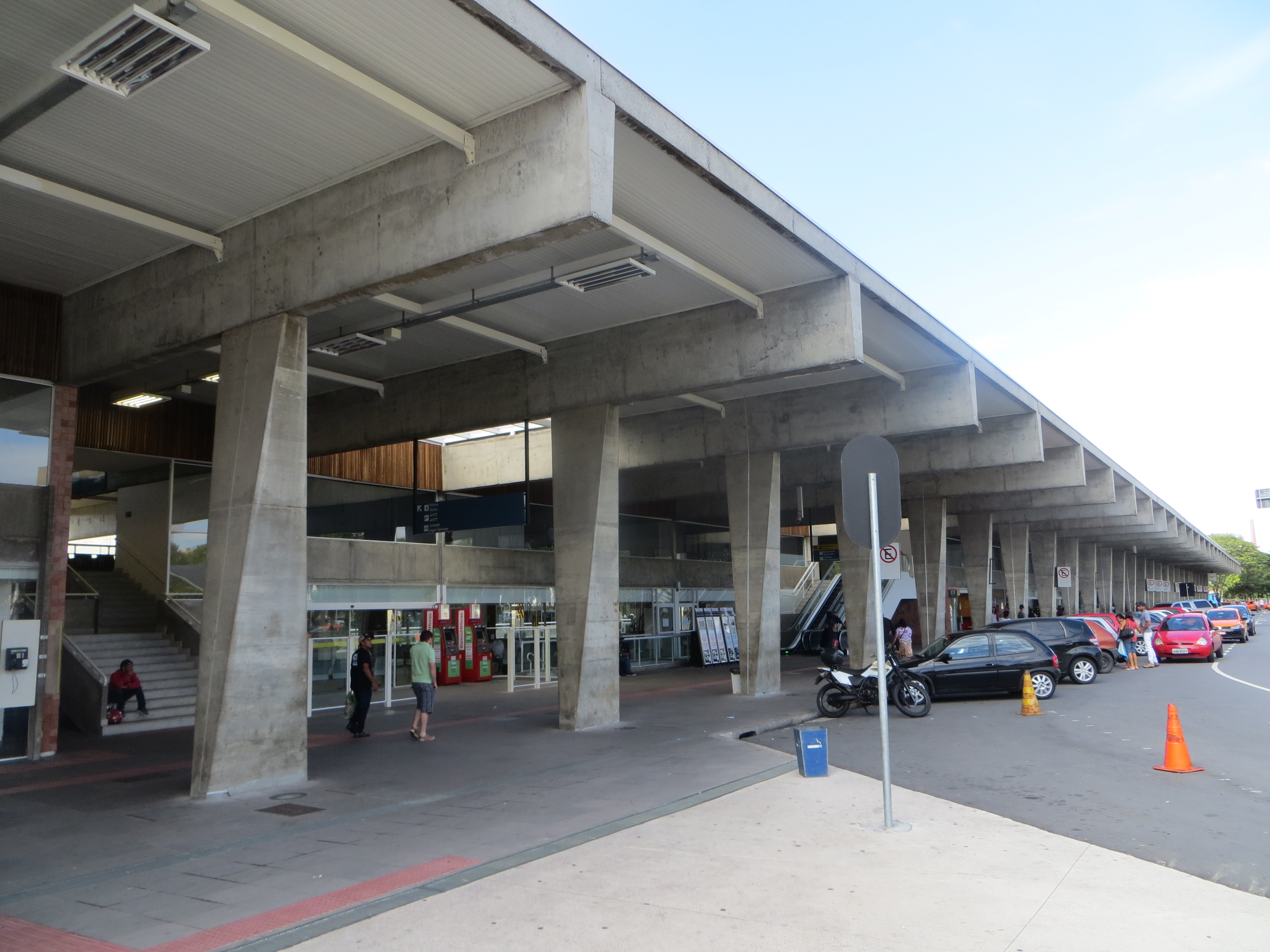
Estação Rodoferroviária de Curitiba, no bairro Jardim Botânico.

A BR-116 faz a ligação de Curitiba a centros do norte, do sudeste, do nordeste, do centro-oeste e do sul do Brasil; a BR-277, de Paranaguá até Foz do Iguaçu é a rodovia pela qual é atravessado o Paraná, fazendo a união da capital ao oeste do estado, ultrapassando a fronteira com o Paraguai com o nome de Rodovia Panamericana; a BR-376, a qual chama-se Rodovia do Café, liga Curitiba ao Norte do Paraná; Curitiba é conectada por uma variedade de rodovias estaduais como a PR-417 (Rodovia da Uva), a PR-092 (Rodovia dos Minérios), a PR-090, a PR-415 (Rodovia João Leopoldo Jacomel), a PR-418 (Contorno Norte) e a PR-421.
Curitiba possui uma das maiores estações rodoviárias do Brasil, a Estação Rodoferroviária de Curitiba, localizada no Jardim Botânico, oferecendo atendimento aos passageiros com saídas diárias regulares para as principais cidades do Paraná, do Brasil e de outros países da América do Sul, fazendo da capital paranaense um ponto de onde partem, para onde chegam ou escalam turistas de outros lugares do país e do continente. O movimento aproximado ao mês de pessoas que chegam, saem e transitam é de 24 500 ônibus e 680 000 passageiros, sendo gerado, aproximadamente, um fluxo de 930 000 pessoas, as quais são transeuntes pelo terminal a cada mês.

## Urbano

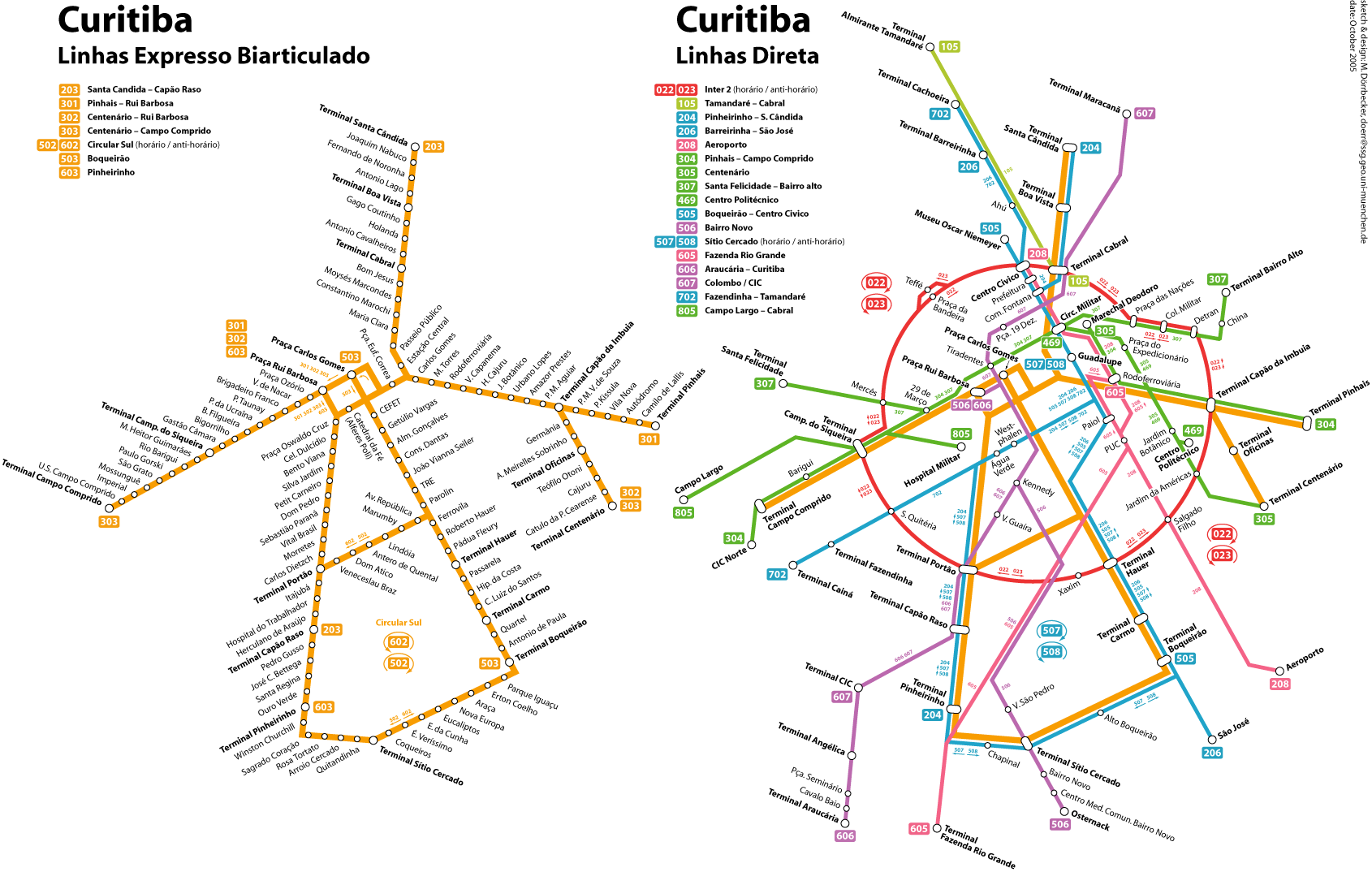
Rede Integrada de Transporte (RIT) da cidade.

Segundo diversos analistas, o sistema de ônibus de Curitiba é um dos mais modernos e eficientes do Brasil. No entanto, a alta escolha por veículos particulares na cidade aponta problemas no sistema existente, que alguns analistas acreditam estar saturado. Muitos apontam a necessidade de um sistema mais veloz e confortável, como o metrô.

O sistema de ônibus é baseado no conceito criado na capital paranaense, na década de 1970, de Veículo leve sobre pneus (VLP). As canaletas exclusivas para linhas expressas, geralmente carros biarticulados, conectam os terminais integrados nas várias regiões da cidade. O sistema é nomeado Rede Integrada de Transporte (RIT).

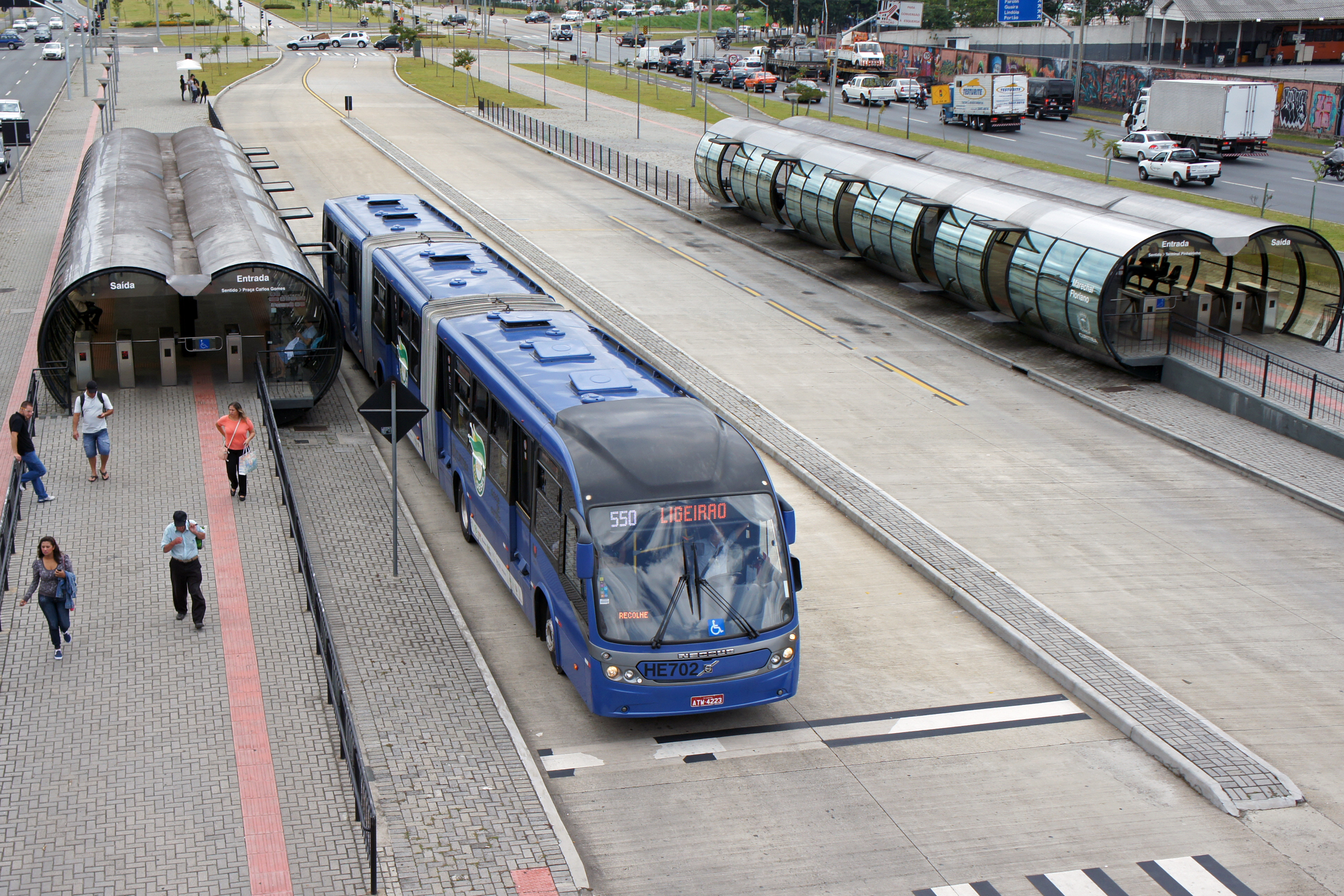
Estação de transferência da RIT.

Além da interligação por ônibus expressos, os terminais são providos de ônibus alimentadores, que compõem a ramificação secundária deste sistema e atendem aos passageiros dos bairros próximos aos terminais. Adicionalmente, uma outra categoria de ônibus expressos (os chamados ligeirinhos) provê rápido intercâmbio de passageiros entre um terminal e outro, com trajetos diferentes e poucas paradas intermediárias.
Com a implantação (já iniciada em janeiro de 2007 e previsão de término total até meados de 2008) do sexto eixo (Linha Verde), o Sistema integrará as linhas já estabelecidas (Sul, Boqueirão, Leste e Norte), deslocando o fluxo das linhas Norte-Sul e ainda atendendo diretamente a duas cidades da região metropolitana (Colombo e Fazenda Rio Grande) e indiretamente mais sete cidades limítrofes (São José dos Pinhais, Araucária, Mandirituba, Quitandinha, Quatro Barras, Campina Grande do Sul e Bocaiuva do Sul).
A frota municipal no ano de 2013 era de 1 429 534 veículos, sendo 1 000 903 automóveis, 40 115 caminhões, 10 148 caminhões trator, 97 156 caminhonetes, 3 940 micro-ônibus, 128 882 motocicletas, 23 880 motonetas, 7 453 ônibus e 38 462 tratores de roda. As avenidas duplicadas e pavimentadas e diversos semáforos facilitam o trânsito da cidade, mas o crescimento no número de veículos nos últimos dez anos está gerando um tráfego cada vez mais lento de carros, principalmente na Sede do município. Além disso, tem se tornado difícil encontrar vagas para estacionar no centro comercial da cidade, o que vem gerando alguns prejuízos ao comércio.
A Urbanização de Curitiba S.A. (URBS) e a Secretaria Municipal de Trânsito, regulamentam e regularizam o sistema de transporte público, gerenciam o trânsito e, através de seus Agentes de Trânsito, aplicam autuações aos motoristas que cometem infrações de trânsito.